# کیل‌شات
کیل‌شات (به انگلیسی: Killshot و به شیوهٔ نوشتاری: "KILLSHOT") یک دیس‌ترک نوشته شده توسط رپر آمریکایی، امینم است. این ترانه، پاسخ امینم به دیس‌ترک «شیطان رپ» از مشین گان کلی است.ساخت بیت بر عهده illa da Producer بوده است

## عملکرد تجاری
«کیل‌شات» ۲۴ ساعت بعد از انتشار، در هفته اول رتبه سوم را در چارت ۱۰۰ آهنگ داغ بیلبورد کسب کرد. این ترانه در یوتیوب ۳۸٫۱ میلیون بازدید و رتبهٔ هشتم را در فهرست پربازدیدترین ویدئوهای آنلاین در ۲۴ ساعت اول کسب کرد.
آهنگ «کیل‌شات» رکورد پیشین جینیس در کسب ۱ میلیون بازدید را در عرض ۸ ساعت را شکست، رکوردهای قبلی آهنگ «داستان آدیدون» از پوشا تی (کسب یک میلیون بازدید در ۴۱ ساعت) و آهنگ «این آمریکاست» از دونالد گلاور (کسب یک میلیون بازدید در ۴۵ ساعت) بودند. در تاریخ ۵ اکتبر۲۰۲۲، «کیل‌شات» ۱۴۰ میلیون بار در یوتیوب بازدید داشت.

## حواشی
بسیاری معتقد هستند که مشین گان کلی کار خود را به خوبی انجام داده و دیس‌‌ترک خوبی را ارائه داده است، با این وجود که مشین گان کلی کار خود را به خوبی انجام داده است بسیاری از طرفداران موسیقی رپ و سبک هیپ هاپ معتقد اند که پاسخ امینم بسیار بهتر و کوبنده‌تر بوده است.

## جدول‌های فروش
| جدول (۲۰۱۸)                       | بهترین موقعیت |
| --------------------------------- | ------------- |
| ایرلند (انجمن صنعت ضبط ایرلند)    | ۲۱            |
| نیوزلند (انجمن صنعت ضبط نیوزیلند) | ۲۱            |
| اسکاتلند                          | ۱۴            |

## تاریخ انتشار
| کشورها | زمان            | فرمت                                    | ناشران                 | یادکردها |
| ------ | --------------- | --------------------------------------- | ---------------------- | -------- |
| مختلف  | ۱۴ سپتامبر ۲۰۲۲ | رسانه جاری (یوتیوب-Audiomack exclusive) | شیدی افترمث اینتراسکوپ | [ ۱۰ ]   |
| مختلف  | ۱۹ سپتامبر ۲۰۲۲ | دانلود دیجیتال                          | شیدی افترمث اینتراسکوپ | [ ۱۱ ]   |